# Courtney Hufsmith
Courtney Hufsmith (* 24. Oktober 1998 in Saskatoon) ist eine kanadische Leichtathletin, die sich auf den 1500-Meter-Lauf spezialisiert hat.

## Sportliche Laufbahn
Erste internationale Erfahrungen sammelte Courtney Hufsmith 2019 bei der Sommer-Universiade in Neapel, bei der sie in 4:11,81 min überraschend die Bronzemedaille über 1500 Meter hinter der Deutschen Caterina Granz und Georgia Griffith aus Australien gewann.

## Persönliche Bestleistungen
- 1500 Meter: 4:11,81 min, 13. Juli 2019 in Neapel
  - 1500 Meter (Halle): 4:18,66 min, 9. März 2019 in Winnipeg